# Le Chaos et la Nuit
Pour les articles homonymes, voir Le Chaos.
Le Chaos et la Nuit est un roman d'Henry de Montherlant, paru en 1963.

## Résumé
Le roman raconte l'histoire de Célestino Marcilla, un ancien combattant républicain lors de la guerre d’Espagne. Pour échapper aux Franquistes, il s'est réfugié à Paris. Le roman commence alors qu'il y séjourne depuis vingt ans. Il vit avec sa fille Pascualita, âgée de vingt ans, et rencontre dans le quartier d’autres “rouges” avec qui il a de longues conversations de café. Célestino est un nihiliste, pour qui il n’y a plus rien de valable dans le monde. Il est déprimé et râle de ne plus être en Espagne, de ne plus faire la guerre où il se conduisait avec courage. Il est perpétuellement en marge, à la fois singulier et ridicule. Son soutien est sa fille qu’il ne ménage pas, car il est sans cesse à lui adresser des reproches. Sa femme est morte en donnant naissance à Pascualita. Puis vient la possibilité pour lui de rentrer enfin en Espagne…